# St. Johannes Baptist (Peißenberg)

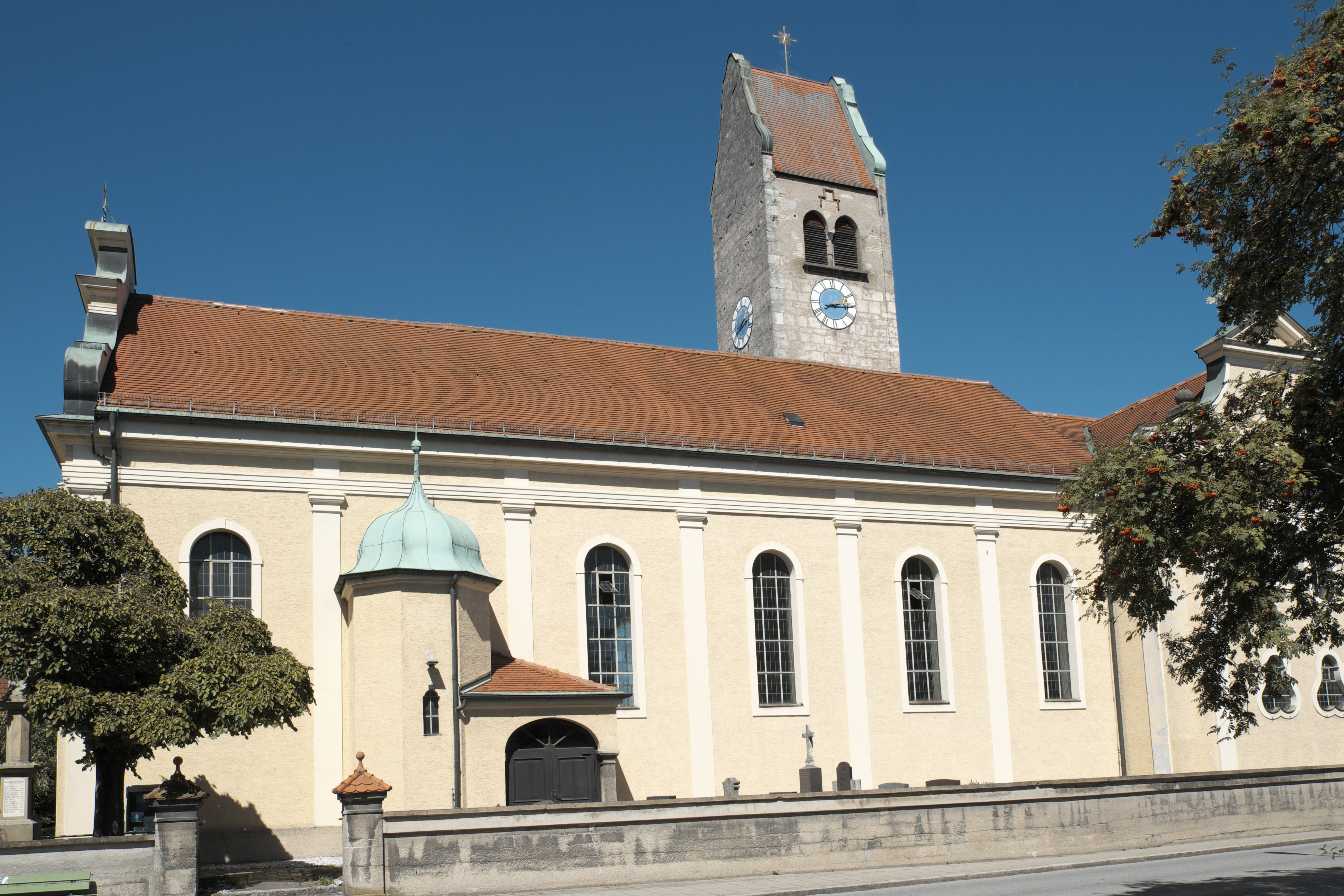
St. Johannes Baptist in Peißenberg

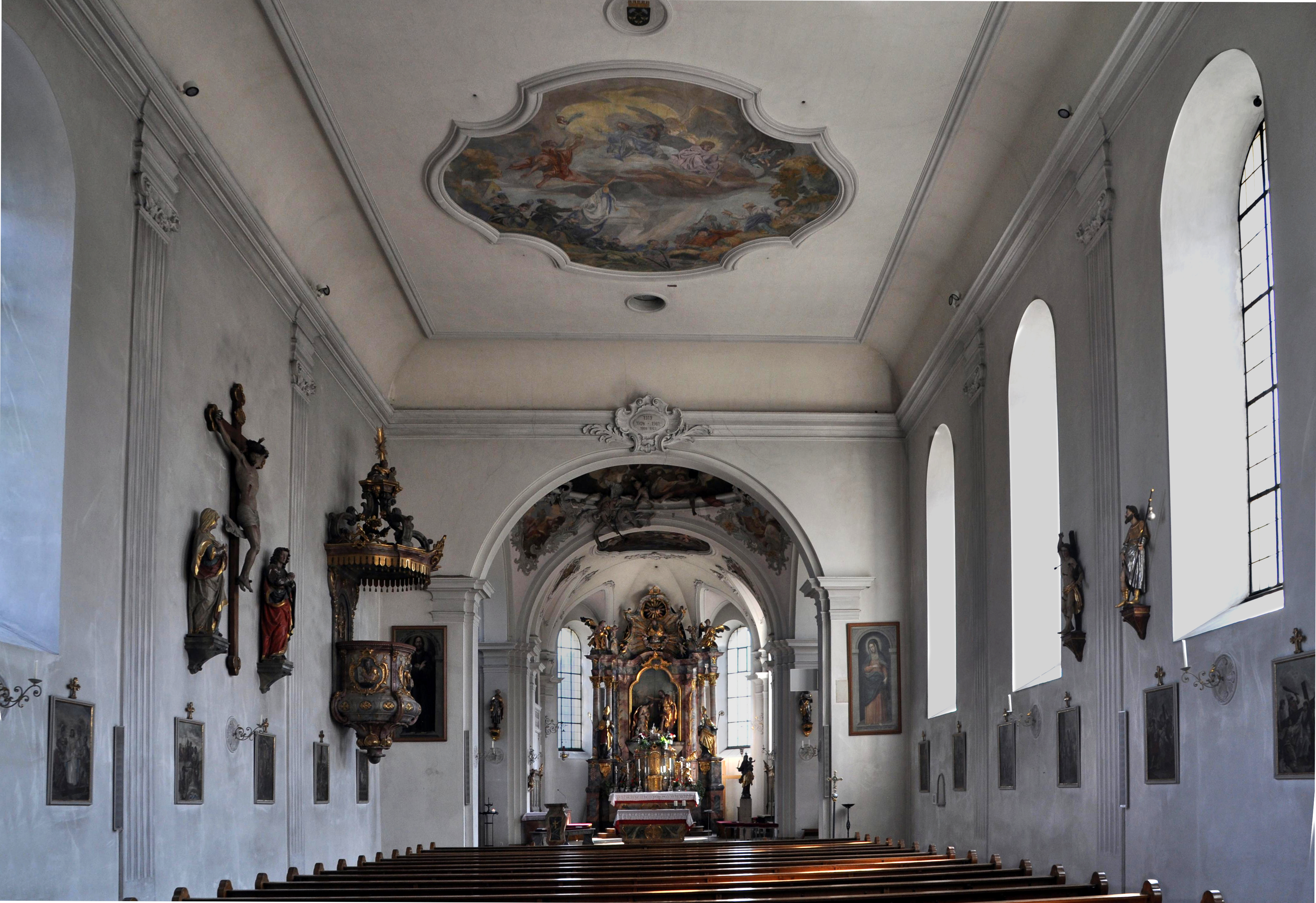
Innenraum

Die römisch-katholische Pfarrkirche St. Johannes Baptist steht in Peißenberg, einem Markt im oberbayerischen Landkreis Weilheim-Schongau. Sie ist in der Liste der Baudenkmäler in Peißenberg als Baudenkmal unter der Nr. D-1-90-139-1 eingetragen. Die Kirche gehört zur Pfarreiengemeinschaft Peißenberg-Forst im Dekanat Weilheim-Schongau des Bistums Augsburg.

## Beschreibung
St. Johannes Baptist ist eine im Kern spätgotische Saalkirche, die 1904/05 nach einem Entwurf von Joseph Elsner junior durch Einfügung eines Querschiffs zur Kreuzkirche erweitert und neobarock umgestaltet wurde. Sie besteht aus dem durch Pilaster in sechs Joche gegliederten Langhaus, dessen Fassade im Westen mit einem Schweifgiebel schließt, dem eingezogenen, dreiseitig geschlossenen Chor im Osten und dem Kirchturm an der Nordwand des Langhauses. In einem Vorbau an der Südwand des Langhauses befindet sich das Portal. Westlich daneben steht ein Treppenturm als Zugang für die Empore.
Der Innenraum des Langhauses ist mit einer Flachdecke überspannt, ebenso das Querschiff. Die Decke über der Vierung ist als flache Kuppel ausgebildet. Der Hochaltar wird von den Skulpturen des Ulrich von Augsburg und des Augustinus von Hippo flankiert.

## Orgeln

### Hauptorgel

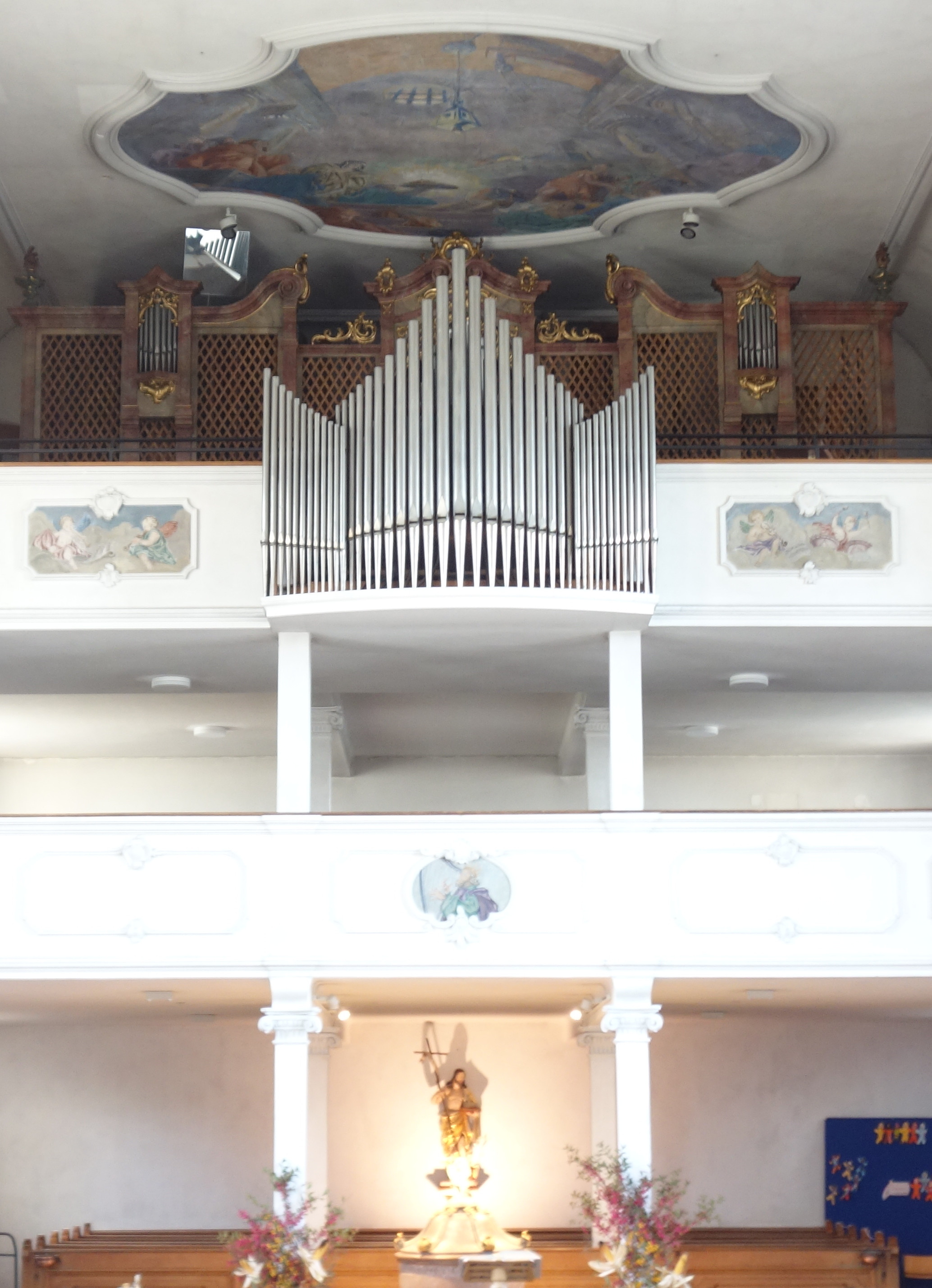
Hauptorgel

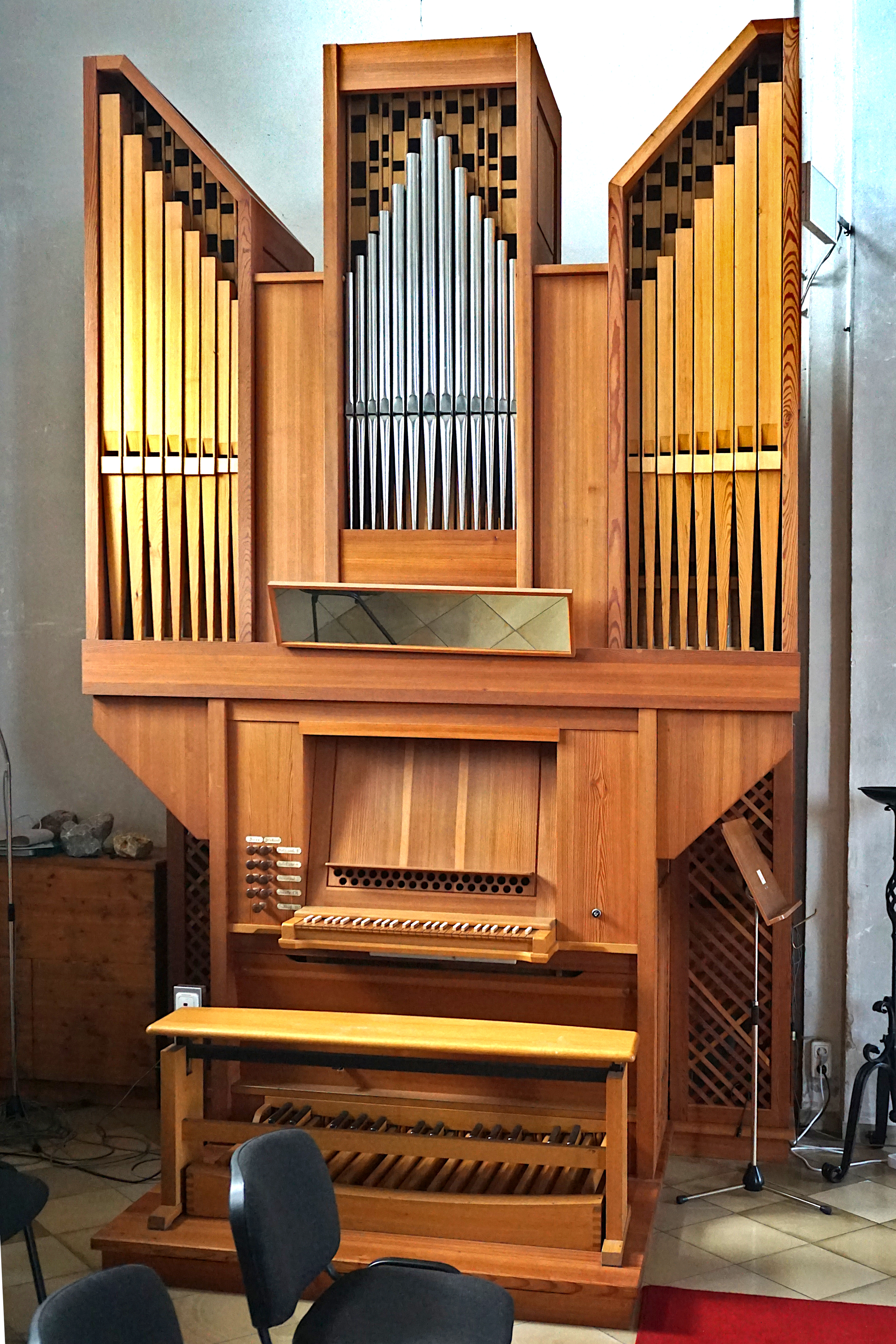
Chororgel

Die heutige Orgel auf der oberen Empore, ein elektro-pneumatisches Kegelladen-Instrument mit 46 Registern auf drei Manualen und Pedal wurde 1962 von Zeilhuber gebaut. Die Disposition lautet:
| I Hauptwerk C–g3 |       |
| Quintaden        | 16′   |
| Principal        | 8′    |
| Rohrflöte        | 8′    |
| Gemshorn         | 8′    |
| Octav            | 4′    |
| Querflöte        | 4′    |
| Nassard          | 2 ⁄3′ |
| Nachthorn        | 2′    |
| Cornett II–V     |       |
| Mixtur           | 1 ⁄3′ |
| Trompete         | 8′    |

| II Rückpositiv C–g3 |       |
| Gedeckt             | 8′    |
| Viol                | 8′    |
| Singend Principal   | 4′    |
| Koppelflöte         | 4′    |
| Octav               | 2′    |
| Kleinquinte         | 1 ⁄3′ |
| Zimbel              | 1⁄2′  |
| Krummhorn           | 8′    |
| Tremulant           |       |

| III Schwellwerk C–g3  |        |
| Holzflöte             | 8′     |
| Dulzgedackt           | 8′     |
| Weidenpfeife          | 8′     |
| Italienisch Principal | 4′     |
| Rohrgedeckt           | 4′     |
| Quintflöte            | 2 ⁄3′  |
| Blockflöte            | 2′     |
| Sesquialtera II       |        |
| Terz                  | 1 3⁄5′ |
| Octävlein             | 1′     |
| Scharff               | 1′     |
| Geigenschwebung       | 8′     |
| Dulzian               | 16′    |
| Oboe                  | 8′     |
| Rohrschalmei          | 4′     |
| Tremulant             |        |

| Pedal C–f1    |         |
| Principalbaß  | 16′     |
| Subbaß        | 16′     |
| Gemsbaß       | 16′     |
| Quintadenbaß  | 10 2⁄3′ |
| Octavbaß      | 8′      |
| Gedacktpommer | 8′      |
| Choralflöte   | 4′      |
| Rohrpfeife    | 2′      |
| Mixtur        | 2 ⁄3′   |
| Bombarde      | 16′     |
| Dulzian       | 16′     |
| Fagott        | 8′      |

- Koppeln: III/I, II/I, III/II, I/P, II/P, III/P
- Spielhilfen: Kombinationen, Tutti, Zungenabsteller, Walze, Schwelltritt

### Chororgel
Eine zweite, rein mechanische Schleifladen-Orgel als fahrbare Chororgel mit sechs Registern auf zwei Manualen und Pedal, wurde 1983 von Hubert Sandtner erbaut. Die Disposition lautet:
| I. Manual |    |
| Gedackt   | 8′ |
| Flöte     | 4′ |
| Flöte     | 2′ |
| Principal | 1′ |

| II. Manual |    |
| Regal      | 8′ |

| Pedal |     |
| Regal | 16′ |